# Ingrid Wendl
Ingrid Wendl, po mężu Turković (ur. 17 maja 1940 w Wiedniu) – austriacka łyżwiarka figurowa, startująca w konkurencji solistek. Brązowa medalistka olimpijska z Cortina d’Ampezzo (1956), medalistka mistrzostw świata, dwukrotna mistrzyni Europy (1956, 1958) oraz trzykrotna mistrzyni Austrii (1955, 1956, 1958). 
W 1958 roku rozpoczęła karierę profesjonalną i dołączyła do wiedeńskiej rewii łyżwiarskiej, a następnie do amerykańskiej rewii Ice Capades. Zakończyła występy w 1971 roku i została dziennikarką w austriackiej telewizji ORF. Od 1972 roku pracowała jako prezenterka i komentatorka łyżwiarstwa figurowego. Odeszła z telewizji w 2000 roku i zajęła się polityką.
Jest żoną muzyka, fagocisty Milana Turkovicia.

## Osiągnięcia
| Zawody               | 1953           | 1954           | 1955           | 1956           | 1957           | 1958           |                |                |                |                |                |                |                |                |                |                |                |
| Międzynarodowe       | Międzynarodowe | Międzynarodowe | Międzynarodowe | Międzynarodowe | Międzynarodowe | Międzynarodowe | Międzynarodowe | Międzynarodowe | Międzynarodowe | Międzynarodowe | Międzynarodowe | Międzynarodowe | Międzynarodowe | Międzynarodowe | Międzynarodowe | Międzynarodowe | Międzynarodowe |
| -------------------- | -------------- | -------------- | -------------- | -------------- | -------------- | -------------- | -------------- | -------------- | -------------- | -------------- | -------------- | -------------- | -------------- | -------------- | -------------- | -------------- | -------------- |
| Igrzyska olimpijskie |                |                |                | 3              |                |                |                |                |                |                |                |                |                |                |                |                |                |
| Mistrzostwa świata   |                | 12             | 4              | 3              | 3              | 2              |                |                |                |                |                |                |                |                |                |                |                |
| Mistrzostwa Europy   |                | 5              |                | 1              | 2              | 1              |                |                |                |                |                |                |                |                |                |                |                |
| Krajowe              |                |                |                |                |                |                |                |                |                |                |                |                |                |                |                |                |                |
| Mistrzostwa Austrii  | 2              | 3              | 1              | 1              |                | 1              |                |                |                |                |                |                |                |                |                |                |                |